# Automedica

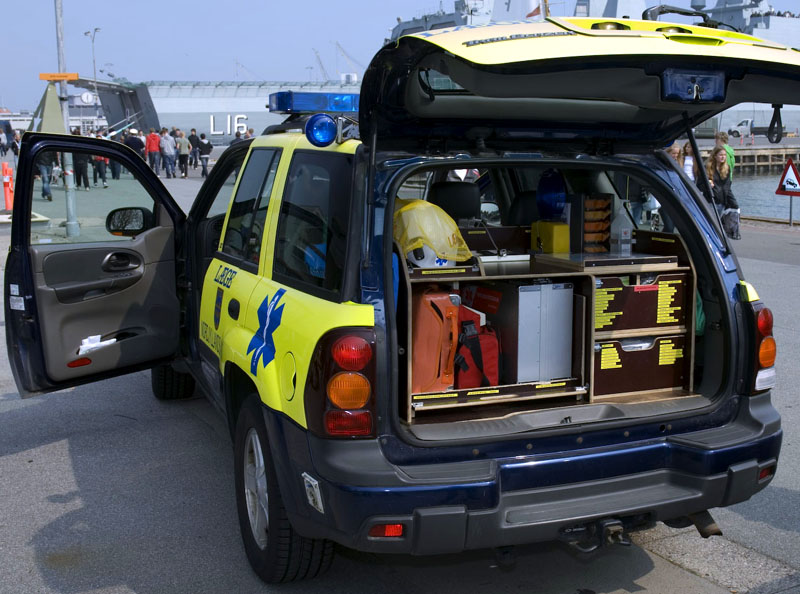
Interno di un mezzo di soccorso medico della Søværnet, la marina militare danese

Un'automedica è un mezzo di soccorso sanitario utilizzato solitamente per trasportare sul luogo dell'evento un'équipe sanitaria con un medico, con competenze avanzate e la relativa attrezzatura.
Il veicolo di base è solitamente un SUV, una familiare o una monovolume: le dimensioni ridotte rispetto a quelle di un'autoambulanza e la maggiore agilità permettono all'equipaggio una grande rapidità di intervento; l'utilizzo di un'automedica permette inoltre, quando possibile, di rendere gli spostamenti dell'equipaggio indipendenti da quelli del paziente, che avvengono invece tramite ambulanza.

## Impiego ed utilizzo
L'automedica può sia fornire coordinamento e supporto avanzato ai mezzi di soccorso di base in caso di situazioni gravi o particolarmente complesse, sia intervenire per trattare direttamente un paziente.
Il diverso uso del mezzo dipende da come è articolato il sistema di emergenza: l'automedica interverrà prevalentemente in supporto delle ambulanze infermieristiche oppure che hanno equipaggi di soli soccorritori non sanitari.

## Dotazione
Il materiale presente a bordo è variabile in base ai protocolli operativi e alle abitudini locali, anche se generalmente è composto da farmaci e presidi, quali:
- monitor defibrillatore: garantisce il monitoraggio del paziente tramite pressione arteriosa non invasiva o invasiva, saturazione ed elettrocardiogramma. In caso di ritmi defibrillabili durante arresto cardiaco può erogare una terapia elettrica;
- una o più borse contenenti il materiale per l'accesso vascolare e intraosseo, per la gestione delle vie aeree (ad esempio tramite intubazione), per toracotomia ed i farmaci impiegati in emergenza;
- sistemi di immobilizzazione spinale del paziente traumatizzato.

## Nel mondo

### Italia

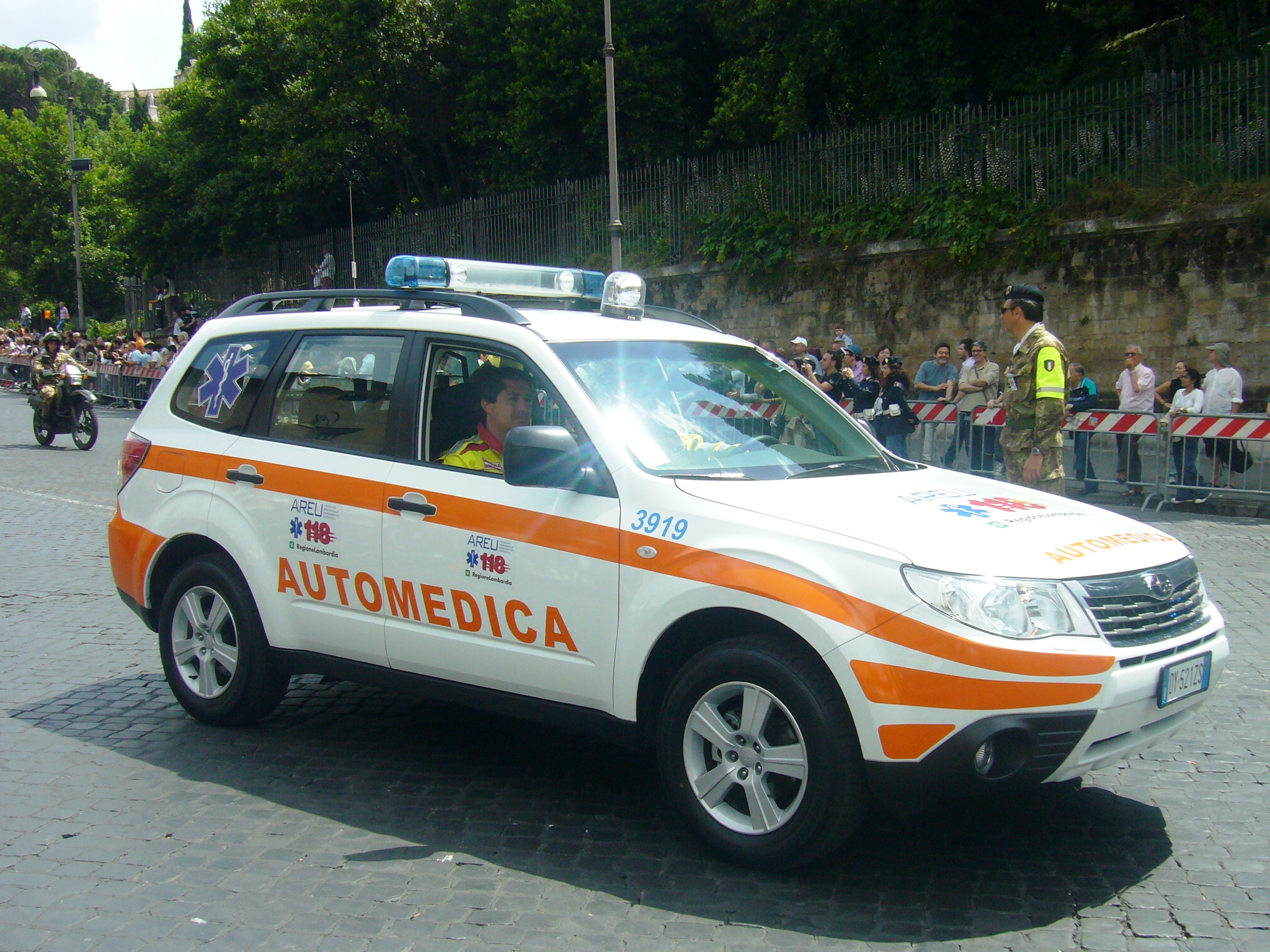
Automedica AREU Lombardia

Nel sistema di soccorso sanitario italiano, l'automedica è classificata come MSA (Mezzo di soccorso avanzato), ed il suo equipaggio è composto solitamente da un soccorritore o infermiere a ricoprire il ruolo di autista, ed un medico. Il medico e l'infermiere dell'equipaggio sono generalmente dipendenti del Servizio Sanitario Nazionale. 
Il mezzo può essere di proprietà del 118, dell'ASL, di un'azienda ospedaliera autonoma o di un'associazione di volontariato convenzionata. 
L'Automedica in Italia è nata nell'agosto 1988 a Parma grazie all'Assistenza Pubblica - Parma (Associazione di Volontariato fondata nel 1902 e attiva nel campo del soccorso sanitario) e ai suoi amministratori del tempo, dottor Paolo Zuccoli, primario del reparto di Anestesia e Rianimazione presso l'Azienda ospedaliera di Parma, e Luigi Iannaccone, caposala presso lo stesso reparto, ora Presidente dell'Associazione SEIRS - Croce Gialla di Parma. La modalità del soccorso era riassunta in uno slogan: Take and go (Prendi e vai), ovvero arrivare, caricare e portare presto in ospedale. Zuccoli e Iannaccone continuavano a vedere pazienti critici arrivare in ospedale e morire, nonostante le cure eccellenti che si prodigavano a somministrare nel nosocomio. Così si recarono a Lubecca per vedere come fosse organizzato il servizio di emergenza in quella città (che già vedeva applicato il concetto di automedica) e proposero di istituire un servizio simile anche a Parma, impiegando un medico specialista in Rianimazione e dotando il mezzo di attrezzatura da ospedale appositamente adattata per essere trasportata, per poter effettuare un cambiamento radicale nella filosofia del soccorso e istituire una nuova modalità “stay and play” (rimani e agisci). 
L'attivazione dell'automedica avviene solitamente su esclusiva chiamata da parte della centrale operativa 118 competente territorialmente. Dopo la valutazione del paziente e l'erogazione delle prime cure, l'équipe può accompagnare il paziente in ospedale a bordo dell'ambulanza oppure rientrare con l'automedica e tutto il materiale, affidando il paziente alle cure dei soccorritori che provvederanno all'ospedalizzazione tramite l'ambulanza. 
A differenza degli equipaggi delle ambulanze con solo soccorritori, l'equipaggio sanitario dell'automedica (medico e infermiere) può somministrare farmaci, effettuare manovre invasive come la gestione delle vie aeree (tramite tubo endotracheale, maschera laringea, tracheotomia) o la decompressione di emergenza di pneumotorace, dichiarare lo stato di morte ed effettuare diagnosi anche analizzando il tracciato dell'elettrocardiogramma fatto al paziente, che in alcune realtà viene anche trasmesso alla centrale operativa del 118 e al pronto soccorso verso cui l'ambulanza è destinata, in modo che il cardiologo possa cominciare a valutare il paziente ancor prima del suo arrivo.
In alcune zone d'Italia è presente un'ulteriore tipologia di automezzo denominato "autoinfermieristica", nel cui equipaggio non è presente il medico. Può essere quindi composto solo da un autista e uno o due infermieri, oppure anche da due infermieri, di cui uno con il ruolo di autista. Gli infermieri agiscono in stretto contatto con il medico in servizio presso la Centrale Operativa di referenza per la somministrazione di farmaci e la messa in atto delle altre procedure invasive (gestione vie aeree con presidi sovraglottici), posizionamento di accesso vascolare.

### Svizzera
Nelle aree di lingua italiana della Svizzera (Canton Ticino e Mesolcina) l'automedica è nota come Servizio Specialistico d'Urgenza (SSU); nella regione germanofona come Notartzfahrzeug o Notartzwagen, mentre nella regione francofona l'automedica è chiamata véhicule SMUR (acronimo per Service Mobile d'Urgence et Réanimation).
L'organizzazione del servizio di soccorso sanitario è demandata alle amministrazioni cantonali, le quali, a loro volta, stipulano convenzioni con servizi privati di carattere locale per i comprensori del proprio territorio. Il servizio di soccorso sanitario avanzato è quindi esercitato secondo protocolli organizzativi e d'intervento differenti, sintetizzabili in:
- veicolo per il soccorso avanzato di stanza presso la sede del servizio privato locale, condotto personalmente dal medico d'urgenza dipendente del servizio;
- veicolo per il soccorso avanzato di stanza presso la sede del servizio privato locale, condotto da soccorritore diplomato od infermiere specialista e, in molti casi, presenziato dal medico d'urgenza dipendente del servizio (sono previsti equipaggi costituiti da soccorritore diplomato specialista, ovvero infermiere specialista con formazione di soccorritore, per la gestione di casistiche con gravità fino a NACA 4)[2];
- veicolo per il soccorso avanzato di stanza presso la sede del servizio privato locale o presso l'ospedale del comprensorio, condotto da un soccorritore diplomato nel ruolo di autista e presenziato dal medico d'urgenza dipendente della struttura ospedaliera (operativo in reparto in assenza di interventi territoriali). Secondo questo modello l'autista può essere un infermiere specialista pure in servizio presso la struttura ospedaliera[3];
- veicolo personale del medico d'urgenza, equipaggiato al pari dei veicoli di proprietà dei servizi privati, autorizzato alla marcia prioritaria ed allacciato alla reti radiofonica e telefonica impiegate dai servizi di soccorso sanitario territoriale. Questo protocollo è impiegato nelle zone remote od a scarsa densità di popolazione (il medico d'urgenza esercita nel proprio studio privato ed è di guardia per l'emergenza territoriale) o nei picchetti notturni quando il medico d'urgenza, a determinate condizioni, può pernottare presso il proprio domicilio[4].

Le ambulanze in servizio su tutto il territorio nazionale sono sempre presidiate da personale professionista (soccorritore diplomato; soccorritore diplomato specialista), perciò l'intervento del veicolo di soccorso avanzato è richiesto sia per valutazioni cliniche, diagnosi e decisioni terapeutiche od operative di competenza medica, sia per l'esecuzione di procedure per le quali è necessaria la competenza di un medico d'urgenza (intubazione endotracheale; somministrazione di taluni farmaci; posa di accesso vascolare intraosseo). Alcune tra le operazioni di competenza medica possono essere delegate per via telefonica o radiofonica dal medico d'urgenza all'equipaggio di ambulanza presente sul posto.
Il medico d'urgenza in servizio presso le automediche in Svizzera è in possesso dell'attestato di formazione complementare rilasciato dalla Foedaratio Medicorum Helveticorum (FMH), ottenibile in modo indipendente da un singolo e determinato percorso di specializzazione medica. Ciò si traduce, nella pratica, con l'esercizio della medicina d'urgenza da parte di medici provenienti da ambiti clinici differenti (anestesiologia, medicina intensiva, medicina interna generale, cardiologia, pronto soccorso).

## Sport
Nelle gare motoristiche è solitamente presente una medical car per l'assistenza sanitaria dei partecipanti in caso di incidente. Essa può seguire i concorrenti per tutta o parte della competizione, mantenendosi in ogni caso in stand-by presso il circuito.
A bordo della medical car è solitamente presente un medico del circuito eventualmente insieme al responsabile medico della competizione, soprattutto se internazionale, oltre a tutto il materiale sanitario di una tipica automedica, con particolare attenzione ai presidi per la riduzione dei traumi.